# Ruud Hesp
Rudolfus Hubertus Hesp, más conocido como Ruud Hesp (Bussum, Holanda Septentrional, Países Bajos, 31 de octubre de 1965), es un exfutbolista neerlandés. Se desempeñaba en la posición de guardameta.

## Selección nacional

### Participaciones en Copas del Mundo
| Mundial                        | Sede    | Resultado |
| ------------------------------ | ------- | --------- |
| Copa Mundial de Fútbol de 1998 | Francia | Semifinal |

### Participaciones en Eurocopa
| Eurocopa      | Sede       | Resultado   |
| ------------- | ---------- | ----------- |
| Eurocopa 1996 | Inglaterra | 4° de final |

## Clubes
| Club            | País         | Año       |
| --------------- | ------------ | --------- |
| HFC Haarlem     | Países Bajos | 1985-1987 |
| Fortuna Sittard | Países Bajos | 1987-1994 |
| Roda JC         | Países Bajos | 1994-1997 |
| FC Barcelona    | España       | 1997-2000 |
| Fortuna Sittard | Países Bajos | 2000-2002 |

## Palmarés

### Campeonatos nacionales
| Título           | Club         | País   | Año     |
| ---------------- | ------------ | ------ | ------- |
| Primera División | FC Barcelona | España | 1997-98 |
| Copa del Rey     | FC Barcelona | España | 1997-98 |
| Primera División | FC Barcelona | España | 1998-99 |

### Copas internacionales
| Título              | Club         | Sede     | Año  |
| ------------------- | ------------ | -------- | ---- |
| Supercopa de Europa | FC Barcelona | Dortmund | 1997 |

### Distinciones individuales
| Distinción                 | Año  |
| -------------------------- | ---- |
| Portero neerlandés del año | 1989 |